# Renard dans la culture japonaise
Kitsune, Yakan, Bake-gitsune, Yôko, Fokkusu
Pour les articles homonymes, voir Kitsune (homonymie).
Cet article parle de la figure du renard au Japon, pour les créatures légendaires associées, voir Esprit-renard, renard à neuf queues ou yakan.

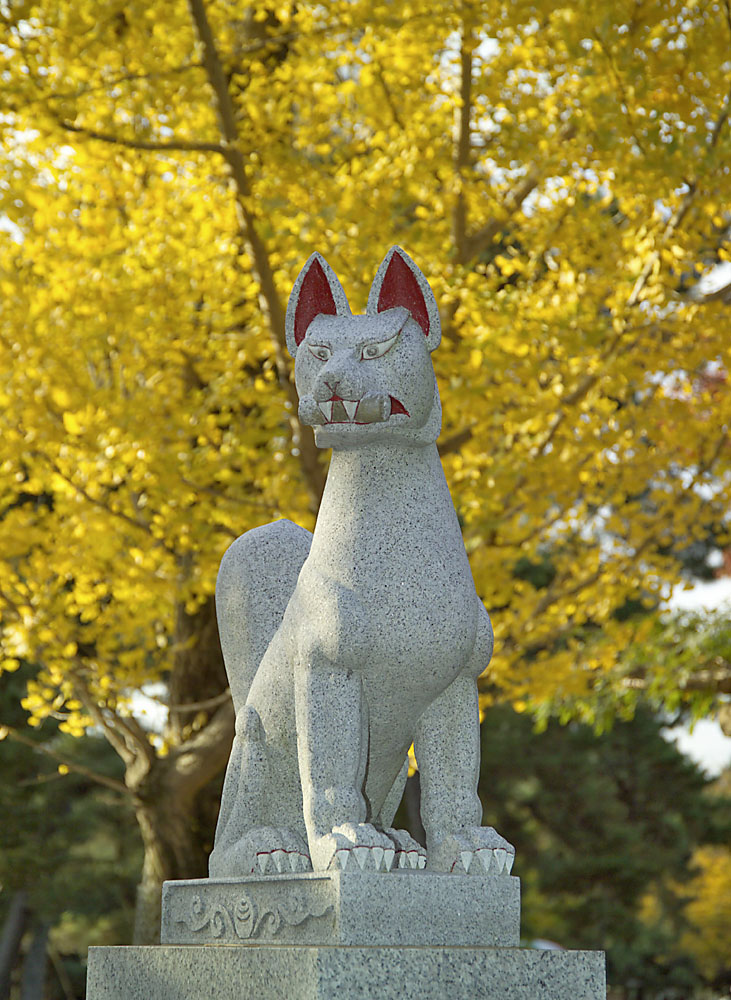
Une statue d'un au sanctuaire Inari adjacent au temple bouddhique de Tōdai-ji à Nara

Dans la culture japonaise, le renard (狐, kitsune) tient une place importante : dans le cadre religieux il est, dans les croyances populaires du Japon, considéré comme un messager des divinités, et dans le folklore populaire transmis par le bouddhisme, il était considéré comme une créature surnaturelle dotée de pouvoirs de métamorphoses, d'illusions et de possessions.
Son image est devenue un élément récurrent dans la littérature, le théâtre, si bien qu’elle est devenue prégnante dans l’imaginaire populaire au Japon, à l’international, notamment dans les pays hors Asie du Sud-Est, le terme « kitsune » désigne improprement, dans l'imaginaire populaire, un renard doté de pouvoirs magiques évoquant l'esthétique japonaise ou asiatique en général.

## Nom et étymologie
La véritable étymologie du terme « kitsune » (きつね ; キツネ ; kanbun : 木豆禰) est encore incertaine et a engendrée plusieurs hypothèses parmi les chercheurs.  
Le mot se compose de trois syllabes : ki, tsu et ne :    
- La syllabe la plus importante ki (き ; キ?), pourrait trouver son origine : 
  - Dans le pelage de l’animal, dit de couleur jaune (黄, ki?) :  la relation entre le renard et la couleur jaune remonte à la tradition chinoise dans laquelle le renard, associé à l’élément terre (土?) et donc à la couleur jaune dans la cosmologie des cinq éléments, comme c’est le cas pour d’autres créatures comme le qilin ou le dragon jaune.  Cette particularité est évoquées dans les ouvrages de certains auteurs anciens : le Myōgoki (名語記) (jp) a étymologiquement interprêté le terme kitsune (黄常?) comme « toujours (常 ; tsune) jaune (黄 ; ki) » et Tanikawa Kotosuga dans son Wakun no Shiori (和訓栞) (jp),  suggère que le ki (黄?, « jaune »), associé à tsu comme particule possessive, serait associé au ne (寝?) de neko (猫 ; 寝子?, chat). Aujourd’hui en japonais, l’on parle de la kitsune-iro (きつね色 (jp), « couleur renard ») pour désigner une couleur ayant une teinte d’un brun clair[2], proche du jaune et identifié comme tel dans les périodes anciennes.
  - Dans la puanteur (臭, ki?), que dégage l’animal : Arai Hakuseki dans Tōga (1717), suggère que tsu serait une particule possessive, et ne serait en relation avec le terme « chien » (狗, inu?).  Dans des encyclopédies comme le Wakan sansai zue, le renard est décrit  citant le Bencao gangmu, comme un animal « ressemblant à un petit chien jaune » (似小黃狗?), mais dont l’haleine est fétide.
  - Dans le terme « venir » (来, ki?) : cela peut faire références à un des plus anciens récits de renards connus provient d'une étymologie populaire largement connue du mot kitsune[3]. Une explication d'origine bouddhiste est donnée dans le Nihon Ryōiki, reprise dans le Konjaku Monogatari mentionnent deux jeux de mots qui vont dans ce sens  : parce que la renarde revient à son mari chaque nuit pour se coucher comme une femme et qu'elle part chaque matin comme un renard, elle est invectivée par son mari : kitsu-ne (来つ寝?, « viens coucher chez moi »), et ki-tsune (来常?, « toujours vient »)[4],[5]. Au début de l'époque Kamakura, le conte Mizukagami indique que le nom ici signifierait « venu (来 ; ki) [particule d'aspect perfectif tsu] au lieu de repos (寝 ; ne) dû à la légende qu'une renarde prendrait l'aspect de la compagne d'un homme et porterait ses enfants ».

Néanmoins, toutes ces hypothèses ne font pas consensus aux yeux de certains auteurs, qui y voient une étymologie plus simpliste, basée sur les onomatopées du glapissement de l’animal. Dans son Daigenkai (大言海) (jp),  Ōtsuki Fumihiko propose qu’il s’agirait des onomatopées « ketsu-ketsu » ou « kitsu-kitsu » qui représentait le glapissement du renard, jusqu’à se raccourcir en kitsu pour devenir le nom commun désignant le « renard » ; le suffixe -ne signifierait une humeur affectueuse, ce que Nozaki présente comme une preuve supplémentaire d'une tradition établie et non-importée de renard bienveillant dans le folklore japonais. 
Cette théorie semble tenir la route lorsque l’on se penche sur les mentions dans littérature de la période Heian : dans le seizième volume du Man'yōshū, il existe un poème imporvisé parlant du renard :
| Texte en japonais                                                      | Transcription                                                                        | Traduction en français |
| ---------------------------------------------------------------------- | ------------------------------------------------------------------------------------ | --- |
| さすなべに 湯わかせて 子どもいちい 津の檜橋より来る 「きつ」にあむせむ | sasunabe ni yuwakasete kodomo ichi ichi tsu no inokibashi yori kuru kitsu ni amusemu | Dans la marmite faitez bouillir l'eau enfants, un à un, depuis le pont de cyprès du port pour vous tromper un renard viens. |

Ce poème tend à montrer que le renard était désigné sous le nom de « kitsu » depuis au moins une période antérieure au VIIIe siècle.  En japonais actuel, le cri du renard est désormais retranscrit en kon kon (コンコン) ou gon gon (ゴンゴン) et devient un élément récurrent de la culture autour de l’animal dans le Japon contemporain. 
Quoiqu’il en soit, le terme définitif apparaîtra dans un texte de 794, Shin'yaku Kegonkyō Ongi Shiki, le plus ancien ongi (lecture de caractères chinois) encore existant. Les plus vieilles sources sont écrites en man'yōgana, ce que la Jōdai Tokushu Kanazukai (en) identifie clairement comme ki1tune.
D'autres sources anciennes incluent le Nihon Ryōiki (810-824) ainsi que le Wamyō ruijushō (vers 934), le plus ancien dictionnaire japonais compilé à l'époque de Heian, définit le renard ainsi :
« Renard (狐, ko), lecture japonaise : kitsune (木豆禰) ; selon les légendes chinoises, il devient un « monstre » (妖怪, yōkai) capable de se transformer en femme à l'âge de 100 ans. ».

## Dans un contexte religieux

### Dans les période préhistorique

#### Origines de la culture autour du renard
Les premières traces du renard dans la culture Japonaise seraient sous forme de pendentifs ornementaux constitués de canines percées. Ces bijoux remonterai à une date estimée à environ 3500 ans avant notre ère lorsque les premières populations installées sur l'archipel Japonais avaient encore un mode de vie de chasseurs-cueilleurs. La période Jōmon était également propice a la confections de ces pendentifs : ceux trouvés dans le site de la grotte Ōkubo à Abashiri étaient fabriqués à partir de mandibules de renard percées et colorées ressemblant à des amulettes. Toutefois, bien que le renard était abondant dans certaines zones, comme dans la préfecture de Fukui, l'animal ne figure cependant pas dans les monticules de déchets humains où de nombreux restes d'autres animaux ont été découverts.

#### Le renard dans les légendes animistes
Il y a de nombreux débats sur les origines des légendes des renards au Japon quant à savoir s'ils sont en totalité originaires de sources étrangères ou s'ils proviennent d'un concept indigène japonais datant du Ve siècle av. J.-C. Le folkloriste japonais Kiyoshi Nozaki argue que les Japonais considéraient le renard de manière positive dès le IVe siècle apr. J.-C. ; les seuls éléments importés de Chine ou de Corée étaient les attributs négatifs du renard. Il affirmait que, selon un recueil du XVIe siècle nommé le Nihon Ryakki (en), les renards et les humains vivaient côte à côte dans le Japon ancien, et il soutient que les légendes indigènes concernant les créatures sont apparues par la suite. L'anthropologue Karen Smyers (en) remarque que l'idée d'un renard séducteur et le lien entre les mythes des renards et le bouddhisme ont été introduits dans le folklore japonais à travers des histoires chinoises similaires, mais elle maintient que certains éléments culturels relatif au renard contiennent des éléments propres au Japon, en grande partis basés sur le mode de vie agricole, comme la nécessité de cultiver le riz et les céréales. Le renard, appréciant généralement les plaines et les zones ouvertes, était le meilleur allié des agriculteurs, en raison de leur rôle dans la préservation des cultures de la prédation des rongeurs, nuisibles pour les cultures. Son urine était également un assez bon répulsif pour éloigner les autres animaux des surfaces agricoles. Dans l'optique de conserver la présence du canidé près des plantations, les agriculteurs plaçaient des aliments tels que du tofu frit près des rizières pour maintenir cet effet répulsif. Au cours de la période Yayoi, lorsque la culture du riz à grande échelle s'est développée au Japon, les invasions de rongeurs et d'autres animaux se sont multipliées. Les renards et les loups, en tant que prédateurs de ces animaux, ont joué un rôle dans la préservation des récoltes,.
Ce rapport avec les champs pourrait être dû au fait que durant des temps anciens, mais non précisés, les renards, tout comme les tanukis, avaient pour symbolique première l'arrivée de la belle saison et notamment des récoltes, lié à une croyance selon laquelle la divinité de la montagne (山の神, yama-no kami) prenait le nom de la divinité des champs (田の神, ta-no-kami) lorsqu'elle descendait de son sommet à l'arrivée du printemps. Ces animaux étaient alors considérés comme des apparitions relatives à la belle saison et non des entités réelles.
Toutefois, le folkloriste Kunio Yanagita démonte toutes les hypothèses évoquées et affirme la théorie où la croyance populaire selon laquelle les renards étaient considérés comme sacrés a pris racine indépendamment de la correspondance entre le cycle des saisons, de la croissance du riz et de l'impact de la prédation du renard.

### Dans la mythologie japonaise
Au cours des premiers siècles de la civilisation japonaise et donc ses mythes fondateurs, la présence du renard était marginale et sans aucune forme de comparaison par rapport à l’influence du bouddhisme et ses esprits-renards de toute sorte qui apparaîtrons au cours de la période Heian : 
Selon le Nihon shoki, en l’an 5 de l’ère Saimei (659), peu après le début de la reconstruction du Kami no kan (神の宮) sanctuaire situé à l’actuel sanctuaire Kumano dans le quartier Yakumo de Matsue, préfecture de Shimane), un renard serait apparu et aurait sectionné les cordes servant à tirer les piliers. Puis, un yamainu (狗, « Chien des monts », une des incarnation du loup dans le folklore) aurait laissé une main issue d’un cadavre humain, dans le sanctuaire d’Iuya (situé dans le quartier Higashi-Izumo de Matsue), ce qui aurait été interprété comme un funeste présage annonçant la mort de l’empereur (御門 ; 帝, Mikado).
Le premier récit faisant mention d’un renard dans une source historique officielle est celui de l’année 3 de l’ère Saimei (657), lorsque l’apparition d’un renard blanc (白狐, byakko) fut observée dans la province d’Iwami. Dans la littérature hagiographique, la première mention d’un renard remonte à l’époque de l’empereur Kinmei (540–571), dans le Nihon Ryōiki.
Selon une tradition locale, la déesse Amaterasu aurait ordonné à Toyouke no Ōkami de rendre le pays de Toyoashihara no mizuho no kuni (le Japon) fertile, et ce dernier aurait envoyé de nombreux renards semer les graines de riz à travers l’archipel.

### Dans les croyances populaires du Japon: rapport avec Inari

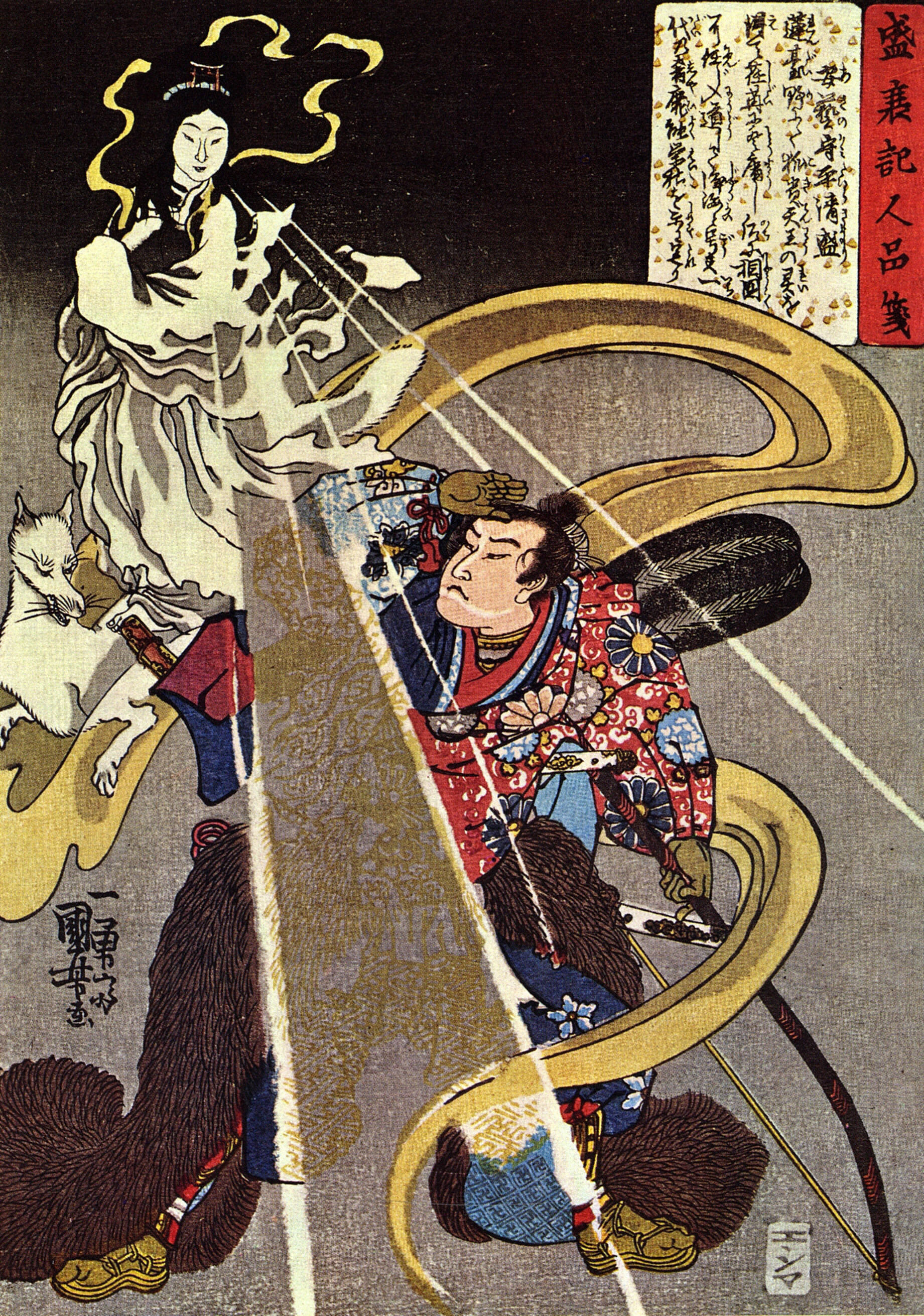
Taira no Kiyomori confronté à la Inari sous la forme d’une dakini-ten, Utagawa Kuniyoshi vers 1840.

#### Intégration
Au cours de la période Yamato, le clan Hata, qui a immigré au Japon au cours de la période Kofun, était en pleine expansion et cherchait a étendre son influence sur différent territoires tout en soumettant d'autres populations autochtones.
Le clan Hata adorait Inari sous le nom de Miketsu, un nom souvent interprété par les populations locales comme voulant dire "trois-divinités-renards". C'est dans ce contexte que le clan Hata en a profité pour utiliser la figure de l'animal comme moyen efficace de pacification des populations autochtones désignées à l'époque par le nom de l'animal, par rapprochement entre ces populations et leurs croyances et leur culture liée aux renards.
Cependant, le Nihon shoki indique que durant la période kinmei, le clan Hata, qui avait acquis une puissance économique considérable en commerçant avec Ise, a exercé une pression telle sur ces agriculteurs, que ces sanctuaires autrefois dédiés a ces anciennes divinités gardiennes sont alors devenues des sanctuaires du clan Hata, et bien que les agriculteurs aient continué à vénérer leurs anciens dieux, ils ont toutefois fini par être absorbés. La culture autour du renard n'est qu'un reste de ces pratiques ancestrales.
Les renards, initialement issus d'une pratique religieuse différente, ont fini par s'intégrer petit à petit au culte autour d'Inari, en portant le nom de Myōbu (命婦, « serviteur de la vie »). Dans la même continuité, les divinités autochtones, en raison de leur caractère divin apportant la fertilité, ont été reconnues sous le nom d’Inari comme Ukanomitama.

#### Rôle et aspect et symboliques

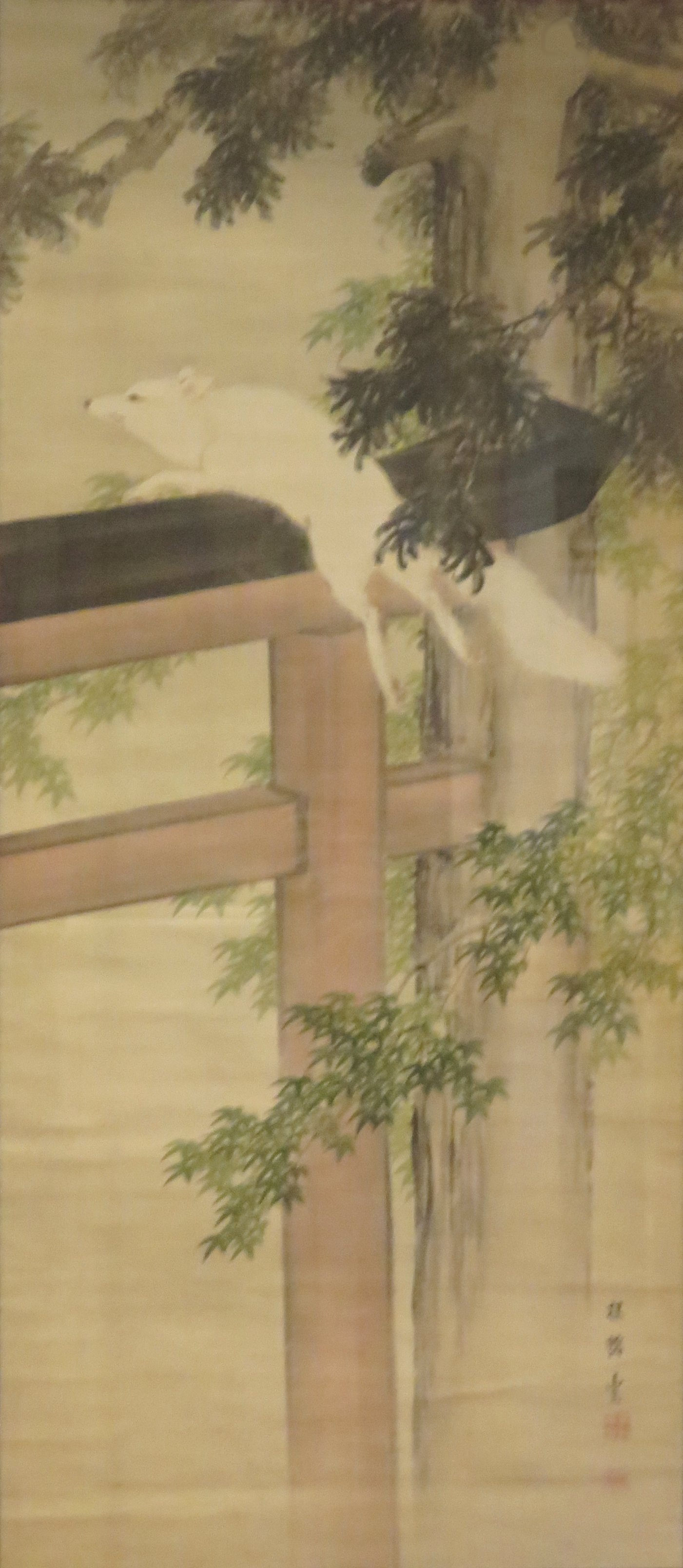
« Renard blanc bondissant par dessus un torii » par Kōno Bairei, 1875 (période Meiji), au Honolulu Museum of Art

Comme de très nombreux animaux associés aux montagnes et des zones cultivées, les renards ont été longtemps adorés comme des divinités tutélaires des kami. Mais dans les croyances populaires du Japon, la représentation la plus importante de l’animal était son rôle auprès de’Inari, la divinité des récoltes et du riz, où il fait office de messager, désignés sous les appellations de shinshi (神使, « envoyé des divinités »), o-stukai (お使い, « envoyé »), ou encore celui de kenzoku (眷属, « serviteur »). Si par le passé ils étaient parfois considérés comme l’incarnation terrestre d’Inari,, cette vision est contestée dans la croyance contemporaine, Inari en tant que divinité désignant principalement Uka-no-Mitama.  
Les renards messagers d’Inari sont désignés sous plusieurs dénominations selon leur caractéristiques : « renards blancs » (白狐, byakko) couleur du au riz, associés à la pureté et au bon présage,  « renards vertueux » (善狐, zenko) du fait de leurs inclinaison morale en tant qu’entitée bienveillante et protectrice, « renards spirituels » (霊狐, reiko) de par leur nature immatérielle et spirituelle, par rapport aux renards ordinaires. Le recueil kitsune monogatari (狐ものがたり, « Histoires de renards ») issu du Miyagawasha manpitsu (宮川舎漫筆) (jp), ajoute d’autres « espèces » de renards vertueux : les « renards d’or » (金狐, kinko), les « renards d’argent » (銀狐, ginko), mais aussi d’autres renards issus du bouddhisme ou des croyances étrangères, comme le « renard noir » (黒狐, kokko) et les renards célestes (天狐, tenko), bien souvent représentés sous la forme de renards à neuf queues (九尾の狐, kyūbi no kitsune), synonymes de bon présage. 
Au sein des sanctuaires, les renards sont appelés O-kitsune-san (お狐さん, « monsieur le renard » ; « cher renard ») ou bien directement par Inari-sama (稲荷様), ce qui a renforcé la confusion entre la divinité et ses messagers.
Selon les croyances dérivées du feng shui, le pouvoir spirituel de ces renards sur le mal est tel qu'une simple statue de à leur effigie peut dissiper le kimon, l'énergie, qui provient du Nord-Est. Beaucoup de sanctuaires d'Inari, comme celui de Fushimi Inari à Kyoto ont de telles statues, et certains lieux en abritent en grand nombre. Bien qu’aujourd’hui, le renard n’ai plus qu’un rang symbolique, les profanes peuvent aller leur rendre hommage et y laisser des offrandes, notamment de la nourriture.

#### Le renard et le tofu frit

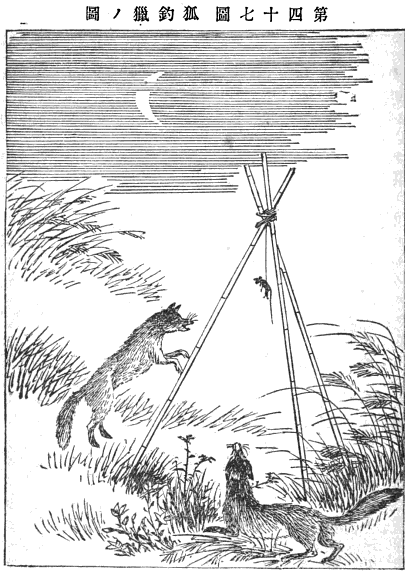
Illustration de kitsune-tsuri dans le (1892).

Dans les traditions japonaises liées à Inari, il existe une coutume consistant à amadouer les renards d’Inari en leur apportant des offrandes au sanctuaire : parmi ces présents y figurent l’aburaage (油揚げ, du tofu frit), ainsi que l’Inari-zushi (稲荷寿司, des sushi enveloppés dans une poche d’aburaage).. Ce tofu frit s’est décliné dans divers plats populaires, notamment les plats de nouilles dans la région du Kantō, appelés respectivement kitsune-udon et kitsune-soba.
Certaines théories avancent que la croyance populaire selon laquelle les renards raffoleraient des aliments à base de tofu frit est relativement récente. Toutefois, la tradition selon laquelle les renards aimeraient l’aburaage de rongeurs est nettement plus ancienne. Elle est notamment attestée dans les Notes de Matsuya (jp), rédigées vers 1845 par Koyamada Yokei (jp), ainsi que dans le Sekyōshō (jp) de l’époque Muromachi, évoquant un renard bondissant pour attraper une « souris grillée » (焼鼠) : dans la mise en scène de la pièce de kyōgen tsuri-gitsune (jp), le mets préféré du renard est explicitement le 若鼠の油揚げ (waka-nezumi no abura-age, « tofu frit de souriceaux »), preuve que cette relation était déjà bien ancrée à l’époque Muromachi. Bien qu’on la considère souvent comme une simple superstition, des témoignages remontant jusqu’à l’époque Meiji montrent que les chasseurs utilisaient, dans la pratique du kitsune-zuri (狐釣り, « pêche au renard »), des rongeurs frits (鼠の油煠, tenpura) comme appât.
Une théorie populaire répandue sur l’internet japonais notamment fait état d’une utilisation ancestrale de rongeurs frits en guise d’abura-age, avant qu’ils ne soient remplacés par l’habituel tofu. Toutefois, la chercheuse en cultures nationales Takako Tanaka (jp) émet quelques réserves, et propose une autre explication : la coutume proviendrait plutôt des offrandes utilisées dans le rituel tantrique bouddhique en l’honneur des dakini-ten, consistant en des pâtisseries frites dans l’huile. Ces pâtisseries, appelées 一階僧正の油子 (Ikkai sōjō no abura, « aburako du moine du premier étage »), étaient en fait des boulettes chaudes recouvertes de farine de soja (kinako), apparentées aux beignets frits d’origine chinoise. On suppose que ces « friandises véritables » et « aliments frits » sont tous deux des produits à base de farine de blé (futomagari) — la différence tenant peut-être à la cuisson, frits ou non.
Les rongeurs représentant un grave danger pour les cultures, le canidé en tant que grand prédateur aurait subi un traitement préférentiel pour ensuite être divinisé, puis vénéré dans des sanctuaires (hokora) et nourri à proximité des champs avec de l’abura-age dans un but prophylactique
(Dans les cultures rizicoles d’Asie, il existe des coutumes où les humains consomment eux-mêmes des rats à des fins de lutte antiparasitaire ; une hypothèse que Mizusawa considère possible pour le Japon également).

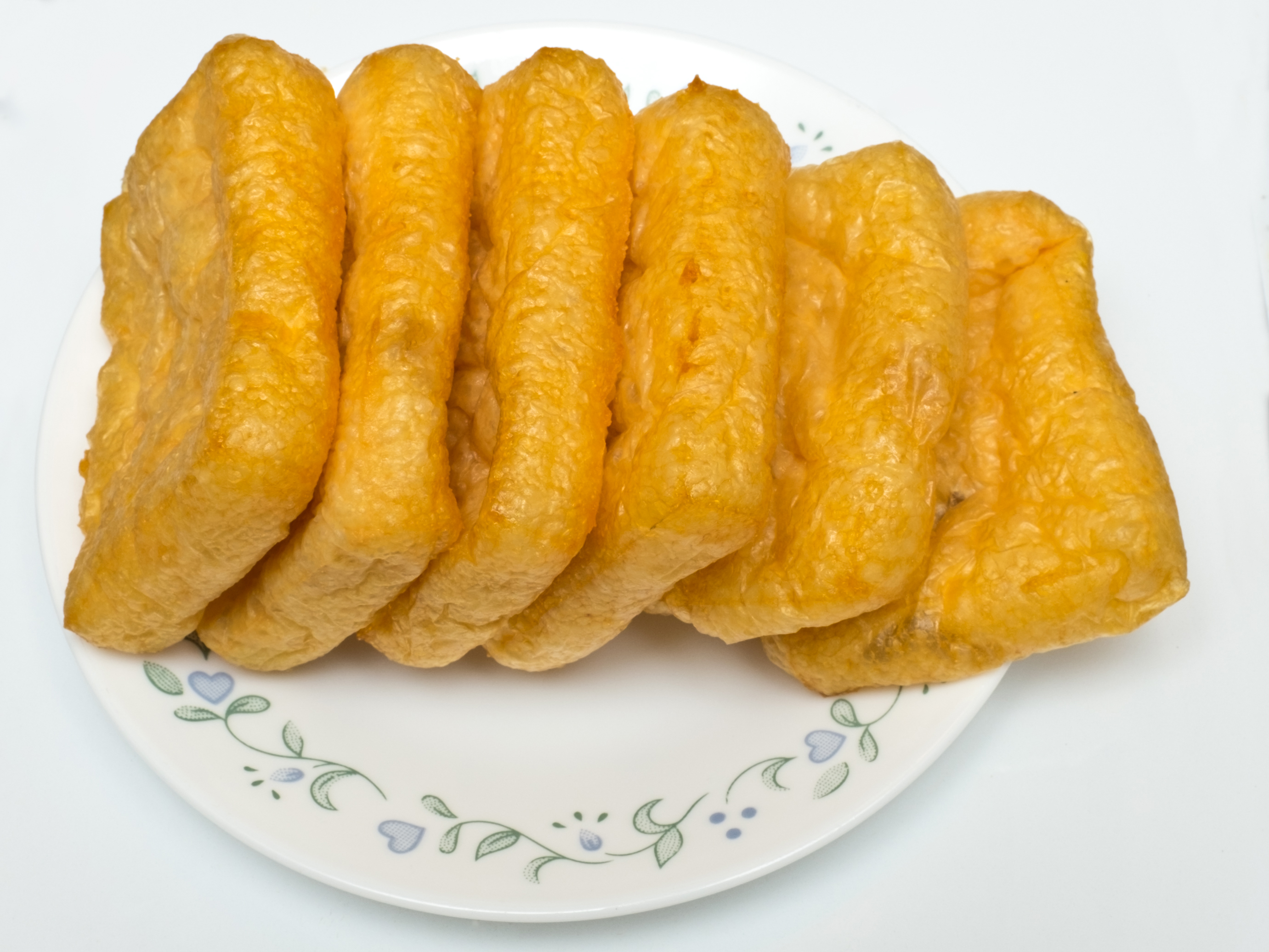
Un aburaa-age
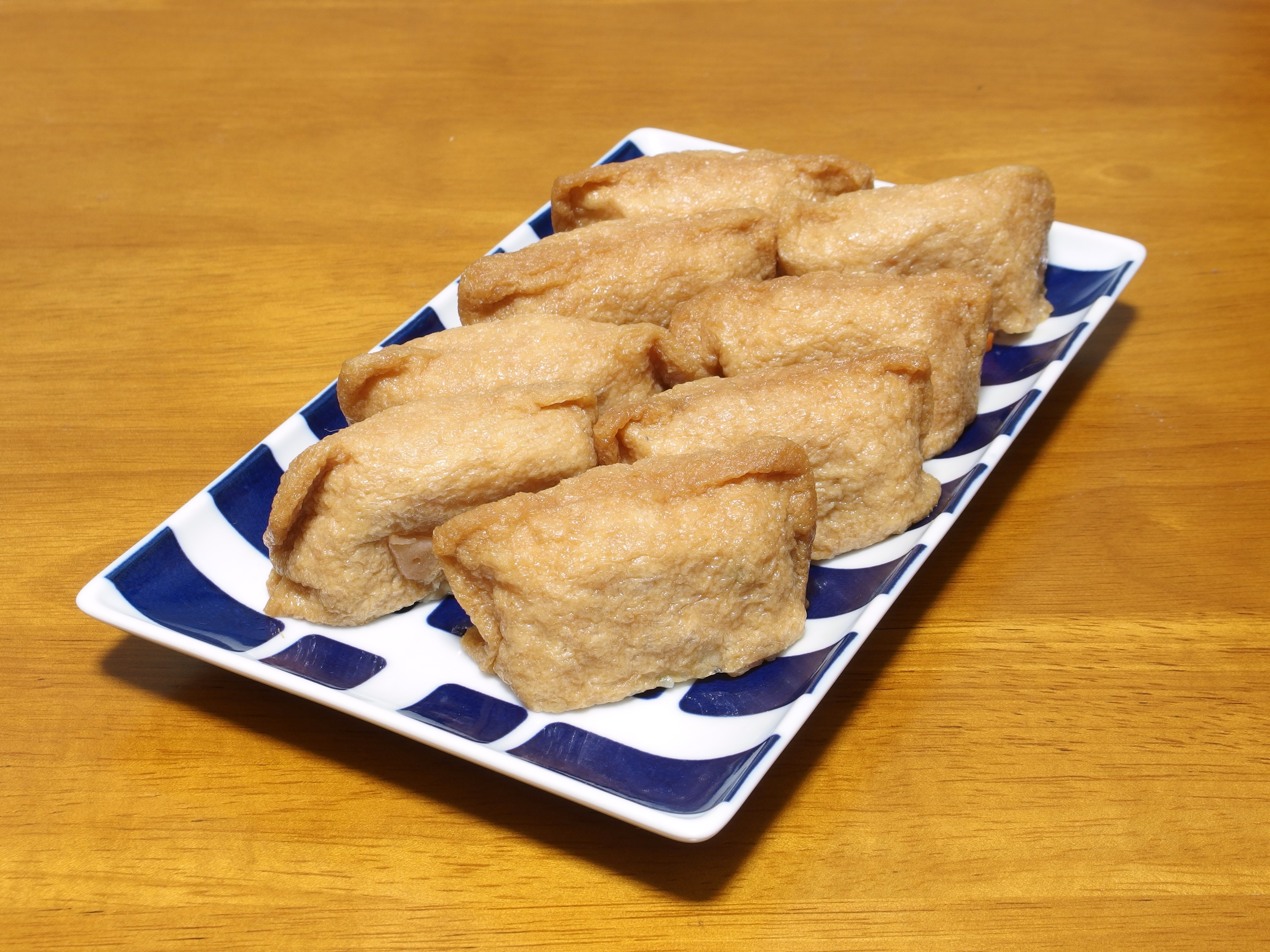
Un Inar-sushi
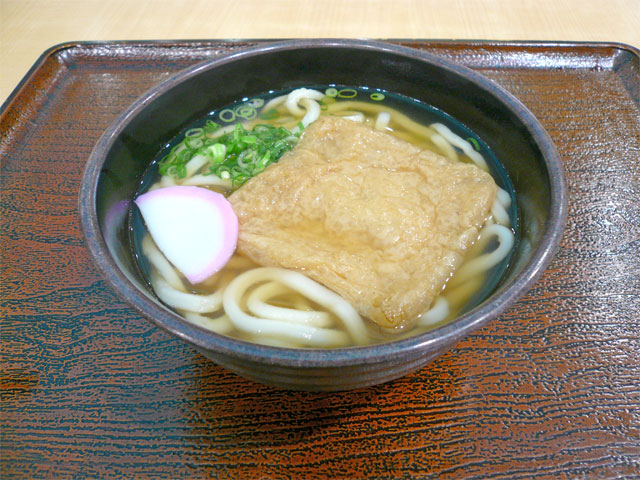
Un kitsune-udon

### Dans le bouddhisme

#### Influence du Bouddhisme et naissances des esprits-renards du Japon

Une dakiniten chevauchant un yakan ayant la forme d’un renard blanc, assimilé à un renard d’Inari.

Il est largement accepté que la piste de nombreux récits japonais relatifs aux esprits-renards, les renards dotés de pouvoirs magiques en tant que tel, peuvent être aisément retracée jusque dans les pays voisins, et plus particulièrement en Corée, mais surtout en Chine. Sous la dynastie chinoise des Han postérieurs, les histoires de renards étaient déjà bien enracinées et ont connu un grand essor sous les dynasties des Wei et des Jin. Le renard avait un passif d'animal divaguant aux abords des cimetières, creusant parfois leurs terriers à proximité des tombes et manipulant parfois les os des défunts. Ces légendes auraient été introduites au Japon en même temps que le bouddhisme, avant de s’ancrer dans les traditions locales à compter du IXe siècle. 
Les plus anciennes histoires étant parvenues jusqu'à nous sont compilées dans le Nihon ryōiki, écrit entre 787 et 824, et dans le Konjaku Monogatari, un recueil de textes chinois, indiens et japonais datant du XIe siècle.
À l’époque de Heian, le bouddhisme ésotérique a été introduit au Japon par Kūkai en provenance de Chine.  
Cette figure maléfique du renard est héritée d’une créature légendaire, le yakan (野干), issu de l’image du chacal doré présent dans les sutras bouddhiques importés en Chine et au Japon depuis l’Inde. 
À cette époque, des récits évoquant ces renards maléfiques ont commencé à apparaître, et on a prétendu qu’ils étaient responsables de certaines maladies mentales ne pouvant être guéries que par des pouvoirs surnaturels. Par l’ésotérisme, les renards ont alors été associé à des rituels magiques. C'est à ce moment, que le renard à commencé par être associé au monde des yōkai et du surnaturel dans la conscience populaire, sous le nom d’ « esprit-renard » (妖狐, yōko).  Parmis ces esprits-renards, le plus commun, issu du yakan et parfois nommé comme tel, étant le « renard des champs » (野狐, yako, quelquefois désignés sous le nom de nogitsune) un esprit-renard étroitement lié aux renards ordinaires par sa matérialisation dans la réalité, mais utilisant ses pouvoirs pour tourmenter les humains et les autres animaux. 
Les renards d'Inari liés aux croyances populaires autochtones, ont alors été assimilé progressivement au bouddhisme par l'intermédiaire de la figure d’une dakini-ten, une déesse, originellement maléfique dépeinte comme un bodhisattva féminin tenant une épée, chevauchant un yakan,. Cela fait écho a la soumission des forces du mal, généralement illustrées par des créatures maléfiques, aux forces du bouddha, incarnées par la figure du moine. Les renards étaient tenus pour responsables de certaines maladies, et un rituel bouddhique appelé rokujikyōhō (六字経法, « rituel du Sūtra en six syllabes ») était pratiqué pour les en exorciser. 
À l’instar des autres pays d’Asie du Sud-Est où l’esprit-renard est implanté, l’animal change de forme en s'élevant spirituellement, du point de vue du bouddhisme, par différents procédés analogues aux êtres humains, comme la méditation ou bien l’entraînement auprès d’un maître à penser. Les formes d’esprits-renards élevés spirituellement comprennent les différentes formes de renards d’Inari, ainsi que les renards célestes, sont aussi considérés comme de bon augure, ils représentent la marche à suivre pour atteindre l’illumination et la connaissance de toute chose. 
Au Japon, les renards qui se sont acquis le savoir durant un millénaire peuvent espérer devenir des tenko, des créatures égales à des divinités,. Si un renard céleste accumule encore des pouvoirs magiques pendant deux mille ans supplémentaires, il devient alors un « renard de la vacuité » (空狐, kūko), des êtres immatériels dotés de pouvoirs infinits, qui ont compris le concept de Śūnyatā, correspondant à la compréhension de la « vacuité » de toutes choses dans le bouddhisme. Ainsi, un renard tout en haut de la hiérarchie acquière la faculté de voir et d'entendre ce qui arrive n'importe où dans le monde, une sagesse infinie (l'omniscience).
Toutefois, dans son essai, le Zenan duihitsu (善庵随筆), publié vers la fin de la période Edo, Gen Minagawa propose de placer les tenko (天狐) tout en haut de la hiérarchie des esprits-renards à la place des kūko (空狐).
Il est généralement admis qu'un renard qui accumule du savoir pendant plusieurs siècles gagne de nouveaux pouvoirs représentés sous la formes de nouvelles queues. Le plus souvent, un grand nombre de queues est synonyme d'un renard plus vieux et plus puissant ; quelques contes populaires disent que le renard n'aura de queues supplémentaires que lorsqu'il aura plus de 100 ans, en gagnant une par siècle vécu. Cinq, sept et neuf queues restent les nombres les plus courants dans les histoires populaires. Au bout d'un millénaire, les renards, sont connus pour avoir jusqu'à neuf queues. Ils deviennent alors des renards à neuf queues, désignés au Japon, sous les noms de kyūbi no kitsune (九尾の狐), kyūbiko (九尾狐), kyūbikori (九尾の狐狸), kyūbiyōko (九尾妖狐), kyūbi no yōko (九尾の妖狐) ou simplement kyūbi (九尾). Au Japon, le renard à neuf queues est souvent une créature au statut suprême, arborant une fourrure blanche ou dorée. 

### Émergence des croyances populaires autour du renard
Malgré la forte influence des cultures bouddhiques sur l'imaginaire populaire, la figure du renard ne s'est pas entachée aux yeux de la population pour autant. La figure de la divinité Inari est même redevenue populaire à partir de la période d'Édo étant désormais devenue une divinité de l'abondance et de la prospérité commerciale. Une coutume est née dans laquelle les gens plaçaient des figurines de renard de Fushimi sur leurs étagères d'autel domestique en guise d'objet de dévotion. L’émergence de l’impression sur bois, l’émergence du théâtre populaire comme le kyōgen au cours de la période Édo permettra aux différents récits de renards et d’autres créatures métamorphes de se populariser, avec des figures de renards célèbres comme Kuzunoha, Hakuzōsu ou encore Tamamo-no-mae.

### Période moderne et contemporaine
Au cours de l’ère Meiji, le gouvernement, dans une optique de revalorisation du shintoïsme comme religion nationale, mit un certain nombre de mesures en place en faveur d’une répressions des croyances autours des esprits-renards. Bien que le renard soit présent dans les croyances indigènes du Japon, sa présence et le folklore ainsi que les représentations qui gravitent autour de lui sont avant tout le résultat de l’introduction du bouddhisme. 
Cela passe notamment par une interdiction de la fabrication de statues et de figurines de renard. La figurine de maneki-neko se popularisera progressivement dans l’optique de les remplacer. 
Les sanctuaires dédiés à Inari se sont divisés en une minorité de tendance bouddhiste et une majorité de tendance shintoïste. L'émergence des figures du shintoïsme dans la culture populaire a drastiquement augmenté, et le renard a progressivement commencé à perdre son caractère religieux et a été relégué aux contes et au folklore populaire. Le riz comme objet symbolique de la déesse Inari lui est largement préféré par ses adorateurs. 
De l'époque d'Edo à l’ère Shōwa, de nombreux sanctuaires d'Inari, situés à l'arrière des temples, étaient associés à des renardières (狐塚, kitsune-zuka), ce qui a donné lieu à une coutume de vénération des ces terriers dans tout le pays. La tradition de déposer de la nourriture à l'entrée d'une tanière avait perduré. Le célèbre sanctuaire Kuzunoha Inari, associé au célèbre onmyōji Abe no Seimei, conserve encore des vestiges de ses anciens autels en pierre à l'arrière du sanctuaire.
Dans la ville de Matsubara, dans la préfecture d’Osaka, le folklore local raconte que des renards auraient vécu parmi les humains pendant un certain temps après la Seconde Guerre mondiale. Ils y auraient non seulement entretenu de bonnes relations avec les habitants, mais disposeraient également de noms de famille et de prénoms, enregistrés comme résidents Japonais.

## Le renard dans le folklore populaire

### Relations avec les humains
Les renards, plus particulièrement les nogitsune, sont souvent représentés comme des fripons, dont les motivations vont de la malice à la malveillance. Des histoires racontent que des renards jouent des tours aux samouraïs trop fiers, aux marchands cupides et aux roturiers fanfarons, pendant que les plus cruels abusent des pauvres commerçants et fermiers, ou de fervents moines bouddhistes. Leurs victimes sont habituellement des hommes ; les femmes sont plutôt possédées. Par exemple, les renards génèrent des feux follets pour égarer les voyageurs,. Une autre tactique consiste pour le renard à plonger sa victime en pleine confusion au moyen d'illusions et de visions. Les autres buts des renards farceurs incluent la séduction, le vol de nourriture, l'humiliation du fier ou la vengeance pour un trop peu perçu.Cette représentation ambiguë, couplée à leur réputation de vengeance, mènent les gens à essayer de découvrir les motivations du renard problématique. Dans un cas, au XVIe siècle, le daimyō Toyotomi Hideyoshi écrivit une lettre au kami Inari :

« À Inari Daimyojin,

Mon seigneur, j'ai l'honneur de vous informer qu'un des renards sous votre juridiction a ensorcelé un de mes serviteurs, causant à lui et aux autres de nombreux problèmes. Je dois vous demander de faire une enquête minutieuse sur la question, et vous efforcer de découvrir la raison de la mauvaise conduite de votre sujet, et me laisser en connaître le résultat.

S'il s'avère que le renard n'a pas de raisons suffisantes expliquant son comportement, vous devrez à la fois l'arrêter et le punir. Si vous hésitez à agir, j'ordonnerai la destruction de tous les renards de cette terre. Pour tous les autres renseignements dont vous pourriez souhaiter être informé sur ce qui est arrivé, vous pourrez l'apprendre du haut prêtre de Yoshida. »

Les esprits-renards tiennent leurs promesses et s'efforcent de rembourser les faveurs. Occasionnellement, ils s'attachent à une personne ou à une demeure, où ils peuvent causer toutes sortes de méfaits. Dans une histoire du XIIe siècle, seule la menace du propriétaire d'exterminer les renards les ont convaincus de bien se comporter. Le patriarche des renards est apparu dans les rêves de l'homme :

« Mon père a vécu ici avant moi, messire, et maintenant j'ai beaucoup d'enfants et petits-enfants. Ils ont causé de nombreux méfaits, j'en ai peur, et je suis toujours après eux pour les arrêter, mais ils n'écoutent jamais. Et maintenant, messire, naturellement vous en avez assez de nous. Je crois comprendre que vous allez tous nous tuer. Mais je veux juste que vous sachiez, messire, combien je suis désolé que ce soit la dernière nuit de notre vie. Ne nous pardonnerez-nous pas, une fois de plus ? Si jamais nous vous causions de nouveau des problèmes, alors bien sûr, vous pourrez agir comme vous pensez qui sera le mieux. Mais les jeunes — je suis “sûr” qu'ils comprendront quand je leur expliquerai pourquoi vous êtes si en colère. Nous ferons tout ce que nous pourrons pour vous protéger à partir de maintenant, si seulement vous nous pardonnez, et nous vous informerons si quoi que ce soit de bien arrive ! »

D'autres renards utilisent leur magie pour le bénéfice de leur compagnon ou de leurs hôtes aussi longtemps que les êtres humains les traitent avec respect. En tant qu’entité non-humaine, cependant, ils peuvent se soustraire à la morale des hommes, et un renard qui a été adopté dans une maison de cette manière pourrait, par exemple, apporter à ses hôtes de l'argent ou des objets qu'il a volé aux voisins. Par conséquent, les ménages ordinaires pensaient qu'abriter un renard risquait de leur poser des problèmes.
Étrangement, les familles de samouraïs sont souvent réputées pour partager de tels arrangements avec les renards, mais ils sont considérés comme des zenko et l'usage de leur magie est un signe de prestige. Les maisons abandonnées sont ordinairement hantées par des renards. Une histoire du XIIe siècle raconte qu'un ministre déménageant dans une vieille demeure découvrit une famille de renards vivant là. D'abord, ils essayèrent de l'effrayer, puis ils clamèrent que la maison « a été la [leur] depuis tant d'années, et… [qu'ils souhaitent] vigoureusement protester ». L'homme refusa, et les renards partirent et déménagèrent dans un bâtiment abandonné des environs.
Les récits distinguent les dons et les paiements. Si un renard offre un paiement ou une récompense qui inclut de l'argent ou de la richesse matérielle, une partie de toute la somme consistera en de vieux papiers, des feuilles, des brindilles, des pierres ou d'autres objets sans valeur pris dans une illusion à caractère surnaturelle,. Les vrais dons des renards sont habituellement intangibles comme une protection, des connaissances ou une longue vie.

### Facultés de métamorphose
Le renard dans la culture japonaise se caractérise par ses pouvoirs de métamorphoses, plus ou moins conditionnées selon les source : les encyclopédies sino-japonaises de la période Édo, comme le Wakan sansai zue, citant le Xuanzhong-ji (玄中記) (zh) mentionne que le renard se dote de pouvoirs de métamorphoses à sa cinquantième année ; peut se transformer en femme ou homme séduisant à sa centième année. La forme prise n’est pas limité à l’âge ni au genre de l’animal au moment de la transformation.  
En plus d’une certaine longévité à atteindre, le renard doit accomplir certains rituels spécifique, comme mettre un objet sur le sommet de sa tête : cette condition provient d’anciennes sources chinoises, transmises par le Youyang-zazu (酉陽雑俎) (en) sous la dynastie Tang, dans une description du 紫狐, zǐhú, « le renard violet », dans lequel le renard doit mettre un crâne, un roseau ou une large feuillesur sa tête pour amorcer sa transformation. Dans l’imaginaire populaire contemporain au Japon, la feuille est l’élément majoritairement utilisé par le renard pour se transformer. Il effectue également une roulade avant de se volatiliser lors du processus, pour apparaître comme une tout autre entité. Le passage d’un crâne à une feuille d’arbre pourrait trouver son origine dans d’anciens contes populaires qui décrivaient des renards posant des algues sur leur tête près de l’eau pour se métamorphoser, ce qui aurait été interprété comme une perruque.  
D’autres sources exigent des conditions supplémentaires pour permettre la transformation, les encyclopédies de la période Édo mentionnent toutes qu’il faut qu’à la période où il peut se transformer, il doit rendre un culte à la grande ourse.  

##### Les femmes-renard du Japon

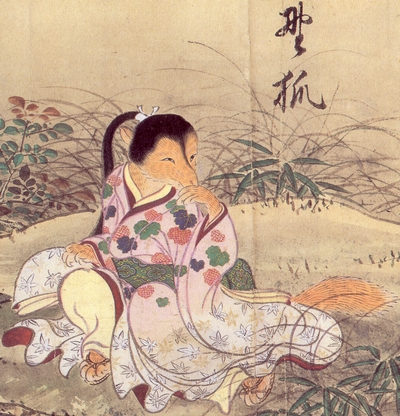
Un yako prenant l’apparence d’une femme, par Sawaki Suushi, dans le Hyakkai Zukan.

Les renards transformés en femmes sont ordinairement représentées comme des amantes. Habituellement, les histoires impliquent un jeune homme et un renard qui prend la forme d'une femme humaine. Le renard peut être une séductrice, mais ces histoires sont souvent plus romantiques. Typiquement, le jeune homme se marie avec une renarde sans le savoir, et ce dernier se révèle être une femme dévouée. L'homme finit par découvrir la vraie nature de la renarde, et cette dernière est contrainte de le quitter. Dans quelques cas, le mari se réveille comme si c'était un rêve, sale, désorienté et loin de chez lui. Il doit alors revenir pour affronter sa famille abandonnée dans la honte.
Ce genre de récits où les renards considérés comme étant une créature surnaturelle / spirituelle (霊獣, reijū) remonte à une période très ancienne. Dès le début de l’époque de Heian, on trouve déjà une ancienne légende de 545 apr. J.-C., impliquant un renard dans le Nihon ryōiki. 

Dans ce récit, un homme du district d’Ōno de la province de Mino, actuelle préfecture de Gifu, plus précisément le village de Ōno dans le district d’Ibi rencontre une belle femme dans une prairie, s’unit avec elle et conçoit un enfant. Cependant, la femme s’averait être une yakan (野干), une renarde ordinaire dotée de facultés de métamorphoses, dont la vraie nature fut démasquée par un chien. Mais contrairement à la plupart des récits de renards se changeant en jeune femme et se mariant à des hommes en Chine, ce récit ne finit pas tragiquement, :

« Un habitant de Mino, passait son temps à songer à son idéal de beauté féminine. Il la rencontra un soir sur une vaste lande et l'épousa. Au même moment où elle donna naissance à leur fils, le chien de la famille donna naissance à un chiot qui, en grandissant, devint de plus en plus hostile à la dame de la lande. Elle pria son mari de le tuer, mais celui-ci refusa. Finalement, un jour, le chien l'attaqua si furieusement qu'elle perdit courage, reprit sa forme vulpine, sauta la clôture et s'enfuit. Ono l’appela sur ces mots :
 
- Vous êtez peut-être une renarde, mais vous restez la mère de mon fils et je vous aime. Reviens quand tu veux ; tu seras toujours la bienvenue !

Ainsi, chaque soir, elle vient se coucher dans ses bras. »

L’homme, par son appel, aurait alors donné à la femme le nom de « kitsune » (来つ寝 ; « venir se coucher »), à partir de cette phrase. Ce passage est parfois interprété comme une étymologie populaire du mot kitsune, bien que cela soit souvent considéré comme un simple jeu de mots sans fondement réel,.

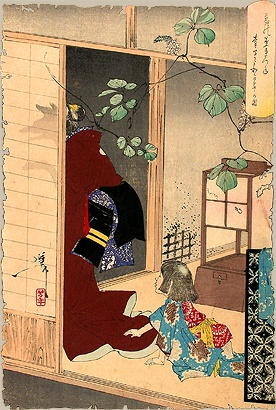
La femme-renard Kuzunoha abandonnant son fils Abe no seimei, illustré dans le.

Ce même récit sera repris dans des textes ultérieurs Fusō ryakuki (en) sous le règne de l’empereur Kinmei, puis dans le premier volume du Mizukagami, et dans le premier volume du Sheikeigami (神明鏡). Le conte chinois La biographie de Dame Ren (任氏伝) de la dynastie Tang présente un contenu proche . Ce conte est mentionné dans le Komiki (狐媚記) de Ōe no Masafusa au milieu de l’époque de Heian, certains chercheurs avancent que cette version chinoise pourrait être la source originelle du conte du Ryōiki.
Un autre conte de mariage avec une renarde figure dans le Konjaku monogatari shū XIIe siècle volume 16, récit 17. Une histoire similaire impliquant le mariage de Kaya Yoshifuji (賀陽良藤) est également conservée dans le Zenke hikki (善家秘記) dee Miyoshi Kiyotsura, dont un extrait fut cité dans le Fusō ryakki à l’article de la 9e lune de l’an 8 de l’ère Kanpyō (896),, ce qui en fait une source relativement ancienne. 
Ce récit est aussi mentionné plus tard dans le Genkō shakusho (『元亨釈書』), volume 29, section Shūishi (拾異志), XIVe siècle.
On trouve également des exemples similaires dans des récits médiévaux comme les Otogizōshi intitulés Kitsune no zōshi (狐の草子) ou encore le Kohata gitsune (木幡狐),. Les renards sont des personnages récurrent dans des histoires de mariages avec des hommes. L’un des plus célèbres étant, celui de la renarde de Shimoda, dont la naissance de son fils, l’éminent astrologue-magicien Abe no Seimei, fut interprétée comme un exemple de ce qui est nommé au Japon Irui-konin (異類婚姻, « mariage interspécifique »), une catégorie de mariage qui donne généralement naissance à un enfant dotée de particularitées physiques reconnaissables, ou bien de facultées surnaturelles, transmises par le parent.Cette trame narrative se développera durant l’époque d’Edo dans les pièces de théâtre comme Kuzunoha, Shinoda-zuma (信太妻), puis dans le théâtre jōruri ancien comme Shinoda-zuma (信田妻). Dans le sixième volume du ,Honchō jinjako (本朝神社考) (jp), Hayashi Razan rapporte également l’histoire d’un homme de la famille Tarui (垂井氏), de la province de Settsu, qui aurait épousé une renarde à l’époque de Tenbun (1532–1555), donnent un fils du nom de Tarui Gen'emon (垂井源右衛門).
Stephen Turnbull, dans Nagashino 1575, relate le récit de l'implication du clan Takeda avec une renarde transformée en femme. Le seigneur de guerre Takeda Shingen, en 1544, a vaincu au cours d'une bataille le seigneur de guerre local nommé Suwa Yorishige et l'a conduit à se suicider après une conférence de paix « humiliante et fallacieuse », après quoi, Shingen força dame Koi, fille aînée de Suwa Yorishige et propre nièce de Shingen, âgée de 14 ans, à l'épouser. Turnbull écrit : « Shingen était si obsédé par la fille que ses partisans s'alarmèrent et crurent qu'elle était l'incarnation d'un esprit renard blanc du sanctuaire de Suwa, qui l'avait ensorcelée afin de se venger. » Quand leur fils Takeda Katsuyori prouva être un chef désastreux et mena le clan à une défaite dévastatrice à la bataille de Nagashino, Turnbull note : « Les vieilles têtes sages acquiescèrent, se souvenant des circonstances malheureuses de sa naissance et de sa mère magique. »
Dans le récit koyo-gawa no kitsune, onna to enjite una no shiri ni nori shi go (高陽川の狐、女と変じて馬の尻に乗りし語, « Le renard de la rivière Kōyō se transforme en femme et monte à cheval ») dans le Konjaku monogatari, raconte l’histoire d’un renard au crépuscule, prenant l’apparence d’une jeune femme qui interpeller un homme à cheval pour lui demander si elle peut faire route avec lui ; après avoir parcouru quatre ou cinq chō (町), elle reprend sa forme de renard avant de pousser un hurlement « kō kō ».

##### Analyse
Une croyance commune au Japon médiéval était que n'importe quelle femme seule rencontrée au crépuscule ou la nuit pouvait être un renard.Cela viendrait du fait que, dans la pensée chinoise du yin et yang et des cinq éléments, le renard appartient à l’élément Terre, plus précisément au gèn (艮, gen)) du ba gua , et donc est considéré comme un animal d’énergie yin. Cette image a conduit à l’idée selon laquelle le renard prendrait la forme d’une femme pour approcher des hommes (êtres yang). Dans les régions du Kansai et de l’ouest du Japon, une renarde appelée « Osan-gitsune » (おさん狐) est bien connue : elle se transforme en belle femme et s’interpose entre les couples. Jalousie maladive et caprices rendent la vie difficile à l’homme. On disait aussi qu’on pouvait reconnaître une femme-renarde à son kimono : même dans l’obscurité, les motifs de son tissu restaient visibles. 
Certains chercheurs considèrent que le renard, à l’instar de l’araignée ou du serpent, représenterait un groupe discriminé par l’État impérial du Yamato. Ces populations, repoussées à mesure que le Yamato étendait son territoire, furent déshumanisées en étant désignées par des noms d’animaux. Lorsqu’ils apparaissent comme des entités néfastes, cela reflète la peur que ces peuples marginalisés ne reviennent se venger. Les « pouvoirs surnaturels » attribués aux animaux renverraient en réalité aux savoirs techniques spécifiques que possédaient ces groupes. Le mariage interspécifique apparaît alors comme l’union avec ces populations. Ainsi, le motif de la femme se faisant passer pour humaine, avant que sa véritable origine ne soit révélée, puis son départ par crainte pour l’avenir de son enfant, peut être interprêté comme une métaphore de cette dynamique.
Quant aux pouvoirs surnaturels attribués à l’enfant né d’un renard, cela s’explique par le fait que les renards, en tant que messagers d’Inari, ont longtemps été vénérés comme des divinités agricoles symbolisant la fertilité et l’abondance. Il existe des récits où, après avoir été découverte, la renarde s’enfuit, mais revient lors des périodes de travaux agricoles pour aider son mari, ce qui conduit à d’excellentes récoltes.

#### Le renard métamorphosé en moine

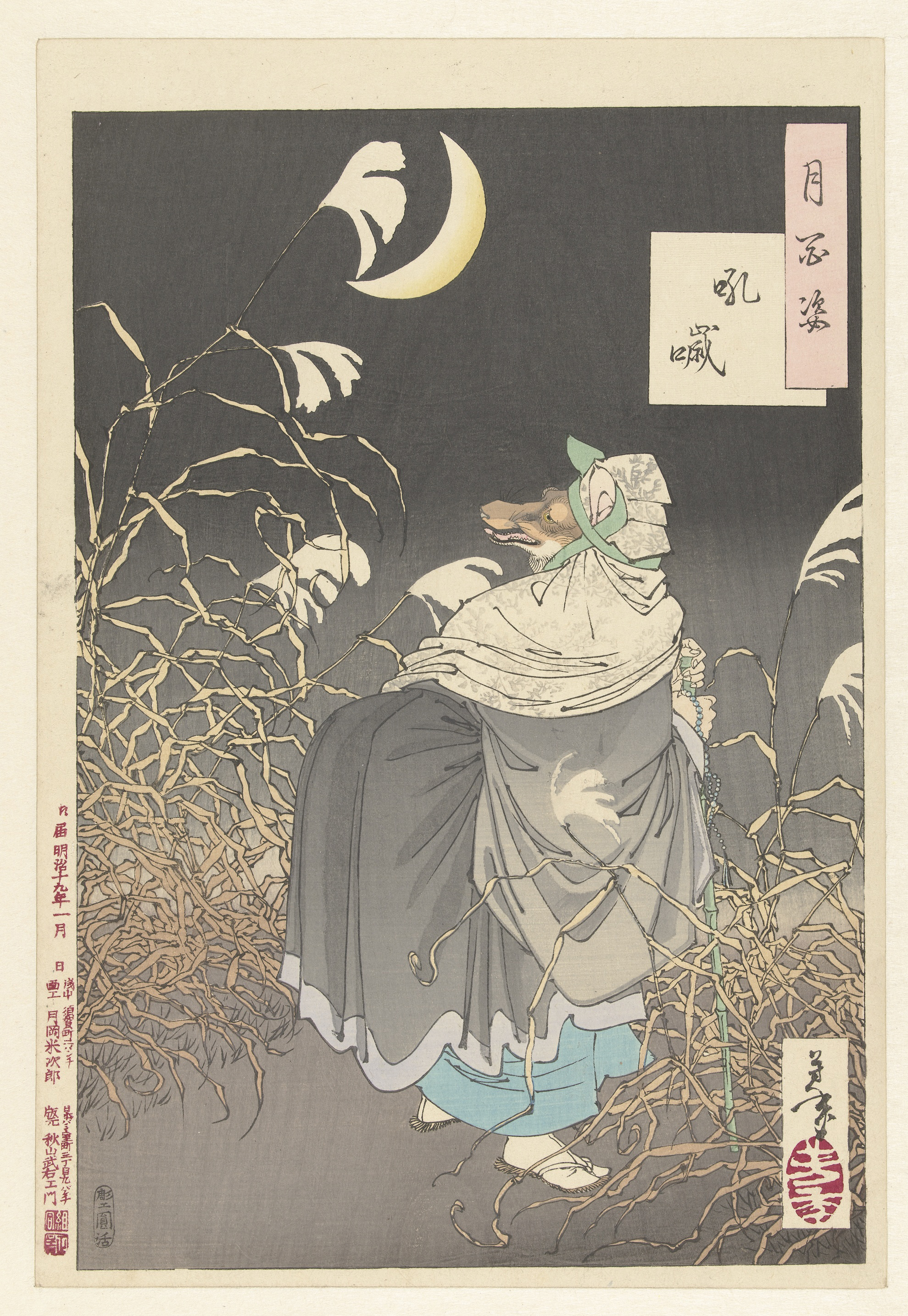
Cent aspects de la Lune no 13 Konkai (« La plainte du renard »). Impression sur bois par Tsukioka_Yoshitoshi, est la plus célèbre représentation d’H&kuzōsu et de moine-renards.

Parmi les transformations plébiscité par le renard, se trouve l’apparence humaine, celle d’une femme comme vu plus haut, mais également d’un moine bouddhiste : Dans la préfecture de Gifu, vivait un vieux renard appelé  « Yajirō-gitsune » (ヤジロウギツネ), qui se transformait en moine pour faire l’éloge de personnes intègres. Un autre, dans la préfecture de Gunma, appelé « Kōan-gitsune » (コウアンギツネ), prenait l’apparence d’un vieillard aux cheveux blancs qui se déclarait âgé de 128 ans, prêchant les paroles du Bouddha et prophétisait la fortune ou le malheur à venir.  Cette attitude du renard à se transformer en moine prêchant la bonne parole, trouve son explication dans le plus célèbre d’entre eux, du nom d’Hakuzōsu : originellement un byakko anonyme, chef d’une colonie de renards vivant dans l’enceinte du temple shōrin-ji, il vit sa famille se faire décimer par un piègeur de renard. Il avait alors pris l’apparence de son oncle le moine Hakuzōsu pour tenter le le raisonner et prêcher la parole bouddhiste prônant le respect de tout être vivants.  

#### Autres métamorphoses
Au temple d’iidaka (飯高寺) (jp) dans la préfecture de Chiba, un renard nommé « Denpachi-gitsune » (デンパチギツネ) s’était installé dans l’enceinte du temple et prenait l’apparence d’un jeune homme studieux. Dans le préfecture de Shizuoka, on disait qu’un certain « Otake-gitsune » (オタケギツネ) pouvait fournir des plateaux-repas lorsqu’il en manquait pour nourrir un grand nombre de personnes. Un byakko habitant le plateau d’Arazumai (アラズマイ平), à Kunohe dans la préfecture d’Iwate, jouait avec les enfants du village.   Le « Kyōzōbō-gitsune » (キョウゾウボウギツネ), vénéré sur le mont Oshiro (御城山, Oshiroyama) dans la préfecture de Tottori, était censé servir un château et faire l’aller-retour jusqu’à Edo en deux ou trois jours.
Cependant, avec le déclin du culte agraire, les renards sont aussi apparus comme des êtres rusés. 
Dans le Angya kaidan-bukuro (行脚怪談袋), un renard qui voulait se sustenter de dango fut frappé à coups de bâton par un moine, puis se vengea en se métamorphosant le lendemain en une impressionnant cortège de daimyō. 
Le Taihei hyaku monogatari (太平百物語) relate qu’une femme s’est présentée chez un négociant en grains à Fushimi, Kyoto, et lui a laissé un seau en dépôt. Un grand moine en est sorti, affirmant être un renard du mont Sanadayama à Ōsaka. Très fâché, le canidé a reproché aux membres de la maisonnée d’uriner régulièrement dans son terrier. Le maître de maison, confus, s’est alors platement excusé et a déposé durant trois jours du sekihan et de la friture dans le terrier pour obtenir son pardon.
Le Konjaku monogatari contient de nombreux récits de renards. Dans l’un d’eux, un vieux renard avait pris la forme d’un gigantesque cèdre, mais un guerrier qui cherchait son cheval disparu a trouvé ce tronc suspect et a fait tirer des flèches par ses hommes. Le lendemain matin, l’on retrouva le cadavre du renard.

#### Dans la culture aïnoue
Dans la culture aïnoue sur l'île d'Hokkaidō, le renard est entre autres désigné sous le nom de cironnup, dont le nom en langue aïnoue signifie « celui que nous tuons en abondance ». C'était un animal assez commun et pouvant, tout comme le nogitsune du peuple yamato, être considéré comme un animal doté de métamorphoses jouant des tours aux humains, jusqu’à être considéré comme une sorte de porte-malheur. Dans certains récits folkloriques locaux, le renard fait manger aux hommes, du sat cipor, des œufs de saumon séchés. Un plat relativement difficile à manger puisqu’il nécessite de récupérer les restes d’œufs collés entre les dents en mettant la main dans sa bouche. Son petit tour effectué, le renard reprend sa forme naturelle avant de s’enfuir.

### Facultés pyrotechniques

#### Les feux du renard:kitsunebi

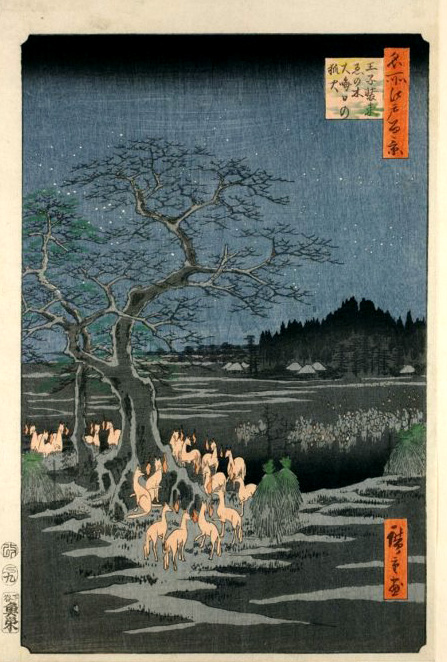
« Kitsunebi, la nuit du Nouvel An sous l'arbre enoki près d'Ōji », dans Cent vues d'Edo par Hiroshige. Chaque renard a un kitsunebi flottant devant sa tête.

D'autres capacités surnaturelles communément attribuées aux renards incluent la capacité de faire jaillir du feu ou des éclairs. Ces manifestation pyrotechniques apparentées aux feu follets sont désignées sous le nom de kitsunebi (狐火, « feux du renard »). Dans différentes encyclopédies comme le kinmō zui, il est écrit que les renards peuvent créer leur kitsunebi en soufflant après avoir rongé un os de cheval. Les renards se serviraient ainsi de la lumière émise par ces feux, pour chercher leur nourriture. La facultée de produire des feu follets du renard était considérée au Japon comme provenant de la tradition chinoise, le Wakan sansai zue déclarent que les renards créent ces feux en frappant leur queue contre le sol.

#### La perle du renard
Les représentations des renards ou de leurs victimes possédées peuvent présenter des boules blanches rondes ou en forme d'oignon, connues sous diverses dénominations hoshi no tama (星の玉, « perles d'étoile ») ou encore kobitama (媚珠, « perle de charme »). Les récits les décrivent comme émanant de la lueur  d’un kitsunebi. Certaines histoires les identifient comme des joyaux ou des perles magiques. Quand il n'est pas sous forme humaine ou qu'il ne possède pas un humain, un renard tient la balle dans sa bouche ou la porte sur sa queue. Le prérequis commun pour la transformation est que le renard doit placer sur sa tête un roseau, une large feuille ou un crâne. Les joyaux sont un symbole habituel d'Inari, et les représentations des renards sacrés d'Inari sans ceux-ci sont rares.
Une croyance veut que quand un renard change de forme, sa perle garde une portion de son pouvoir magique. Une autre tradition dit qu’elle représente l'âme de l’animal ; ce dernier mourra s'il s'en sépare trop longtemps. Ceux qui obtiennent la balle peuvent être capables d'exiger une promesse au bake-kitsune en échange de son retour. Par exemple, un récit du XIIe siècle décrit un homme utilisant la hoshi no tama d'un renard pour obtenir une faveur :

« “Trouvé !” glapit le renard. “Rends-moi ma perle !” L'homme ignora sa requête jusqu'à ce qu'il dise en larmes : “D'accord, tu as la perle, mais tu ne sais pas comment la garder. Elle ne sera pas bonne pour toi. Pour moi, c'est une perte terrible, si tu ne me la rends pas, je serais ton ennemi à jamais. Si tu la rends cependant, je serais pour toi comme un dieu protecteur.” »

Plus tard, le renard lui sauve la vie en lui faisant éviter une bande de voleurs armés.

#### Le «mariage du renard»:kitsune no yomeiri

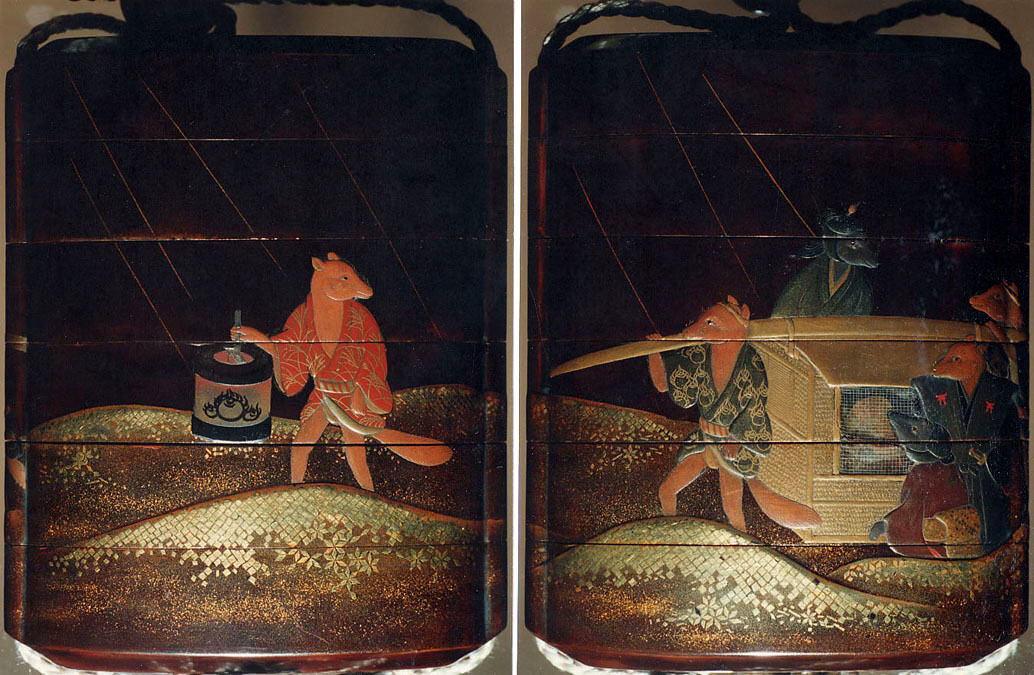
Inrō (panier de cachet), représentant une procession de renards tenant des lanternes.

Le phénomène surnommé kitsune no yomeiri (狐の嫁入り, « mariage du renard ») désigne deux types d’événements : d’une part, une multitude de kitsunebi nocturnes évoquant une procession de lanternes ; d’autre part, il se produit une pluie plus ou moins forte en plein soleil, parfois désignée vulgairement en français sous le nom de « mariage de loup ». Dans les kaidan, les zuihitsu ou encore les légendes issues de la littérature classiques, l’on trouve également des récits de cortèges et de mariage étranges. L’un d’eux raconte qu’à Hatchōbori, à Edo, une noce mystérieuse aurait eu lieu dans la demeure du clan Honda : éu petit matin, du matériel fut discrètement apporté, puis, juste avant la neuvième heure (九ツ前), un palanquin clouté, escorté par plusieurs dizaines de personnes portant des lanternes, franchit la porte d’entrée. Tout donnait l’impression d’un mariage fastueux équivalant à celui d’un seigneur possédant cinq à six mille koku de revenus, mais personne dans la maison n’était au courant. 
Ce genre de « mariage du renard » s’accompagne toujours d’une brève averse soudaine, cela étant interprété par la nature même du renard comme divinité agraire liée à la pluie.
Les renards se marient entre eux. La pluie tombant d'un ciel bleu est appelée kitsune no yomeiri (en) ou « mariage des renards », en référence à un récit populaire décrivant qu'une cérémonie de mariage entre créatures se tient dans de telles conditions. L'événement est considéré comme de bon augure, mais le renard cherchera vengeance contre les visiteurs non-invités, comme dépeint dans le film Rêves d'Akira Kurosawa.

#### Facultés d’illusions
En plus de la métamorphose et la création de feu-follets, le renard dispose également de la capacité d'altérer la réalité perçue par leur cibles, d'apparaître dans les rêves, de voler dans les cieux, de se rendre complètement invisible, mais surtout de la création d'illusions si élaborées qu'elles sont difficilement distinguables de la réalité,. Certains récits parlent de renards ayant de grands pouvoirs, capables de tordre l'espace-temps, de rendre les gens fous, ou prendre des formes fantastiques comme celle d'un arbre d'une hauteur incroyable ou d'une seconde lune dans le ciel,. D'autres renards ont des réminiscences caractéristiques des vampires ou des succubes et se nourrissent de la vie ou de l'esprit des êtres humains, généralement par contact sexuel.

### Facultées de possesions

#### Possesions par le renard

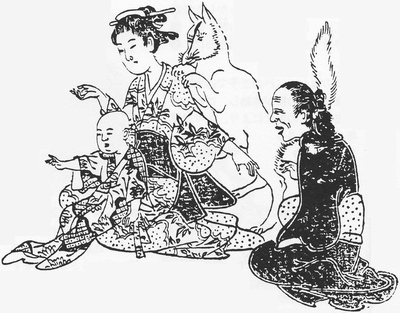
Représentation d’une possession par un renard dans le Gazu Gyokuzan (par Hōkyō Gyokuzan)

La possession par le renard (狐憑き ; 狐付き, kitsune-tsuki) ou 狐魅 (komi), est une forme particulière du culte du renard, propre au Japon. Il s’agissait d’un phénomène très répandu sur l’archipel, profondément ancrée dans la culture populaire.
La possession par le renard est souvent décrite comme une forme d’hystérie ou de trouble mental affectant principalement des femmes mentalement fragiles ou facilement influençables.   le renard est entré en elle en passant sous ses ongles ou à travers sa poitrine. Dans certains cas, le comportement, les expressions faciales de la victime changeraient pour ressembler à celles d'un renard. 
Au Japon, la kitsune-tsuki est reconnue comme une maladie dès l'époque Heian et est resté un diagnostic ordinaire pour les maladies mentales jusqu'au début du XXe siècle,. La possession était l'explication pour les comportements anormaux des individus qui en étaient affligés. À la fin du XIXe siècle, le Dr Shunichi Shimamura (ja) remarqua que les maladies physiques causant de la fièvre étaient souvent considérées comme un symtôme de la kitsune-tsuki. Cette croyance est tombée en désuétude, mais des histoires de possession par un renard arrivent encore, telles les allégations que les membres du culte Aum Shinrikyō étaient possédés.
En médecine, le kitsunetsuki est un syndrome lié à la culture qu'on ne retrouve que dans la culture japonaise. Ceux qui en souffrent croient être possédés par un renard. Les symptômes incluent des envies de riz ou d'asukimeshi sucré, de l'apathie, de l'agitation et de l'aversion pour les contacts visuels. Le kitsune-tsuki est similaire mais distinct de la lycanthropie clinique.
Certaines traditions retiennent que la possession du renard peut avoir certains aspect bénéfiques aux victimes : par exemples de gagner la capacité de lire chez des victimes illétrées.

#### Les possesseurs de renards:kitsune-tsukai
Parmi les variantes de la possession par un renard figure la croyance dite des « possesseurs de renards » (狐持ち, Kitsune-mochi), une croyance selon laquelle un renard, à la manière d’un familier (憑き物, tsukimono) serait attaché non seulement à un individu mais à toute une lignée familiale. Lorsqu'un renard possède une personne ou toute autre objet, il peut invoquer ces tsukimono qui se chargent de la possession : par exemple les yako font apparaître de petites créatures vulpines noires ou blanches dont la taille avoisine celle d'un chat ou d'un rat. Ces tsukimono, pouvant se retrouver dans la nature, prennent différentes formes selon les croyances régionales, avec des esprits-renards appelés kuda-gitsune (管狐 ;"renards-pipe"), osaki (尾先) ref name="民俗学辞典" />, ou encore les ninko (人狐),.
La possession pourra alors toucher une personne, une famille entière où il sera alors conservé comme un familier, la famille est alors nommée avec des terminologies générique de « possesseurs de tsukimono » : tsukimono-tsuji (憑物辻) ou tsukimono-tsukai (憑物遣い), ou encore un médium pour des cas de divination. Ainsi, les humains ont adopté la capacité d'utiliser les pouvoirs des esprit-renards pour divers usages, comme pour s'enrichir.
Mais du fait que la possession de tels renards affectent le cercle familial, les familles détenant ce genre de familiers sont progressivement mises à l'écart de la société, et en premier lieu des cérémonies de mariagesOn dit aussi que ces familiers sont utilisées pour causer la maladie et maudire les biens, les cultures et le bétail de ceux qu'ils détestent. La possession de famille par ces renards peut également être involontaire et héréditaire, résultant des mauvaises intentions d'un membre ayant eu recours à une possession. En outre, ces renards étaient réputés capables de provoquer des maladies chez leurs ennemis, ou de jeter des sorts sur leurs biens, leurs récoltes ou leurs animaux domestiques, ce qui suscitait l'hostilité de la communauté.
Dans certains cas, ces croyances ont mené à des conflits sociaux. Il arrivait que de grands propriétaires terriens ou des familles aisées soient accusés d’être des kitsune-mochi, et que cette étiquette serve à justifier leur exclusion ou leur rejet par les communautés locales. Cela pouvait être inrerprêté par des tensions sociales ou des mécanismes de rejet des élites venues de l’extérieur.

### Vocalises du renard
En japonais, le glapissement du renard possède des onomatopée littéraires qui leur sont propres. Dans les périodes anciennes, ces sons étaient retranscrit sous les terminologies« kitsu » (キツ) ou « ketsu » (ケツ). Dans les recueils de récits oraux tels que le 聴耳草紙 (Chōmimi sōshi) et le Rōō yatan (老媼夜譚), compilés par Sasaki Kizen, qui a collecté des récits de tradition orale autour de Tōno, dans la préfecture d'Iwate, ainsi que dans le Tōno monogatari de Yanagita Kunio, qui s’est appuyé sur les récits de Sasaki, le glapissement de l’animal est transcrit sous les termes « guen » (グェン) ou « jaguen »  (ジャグェン).
Depuis l’époque moderne, ce sont les onomatopées « kon» (コン) ou « kon kon » (コンコン) qui sont couramment utilisées dans la langue japonaise pour divers usages, notament comme dénomination affectueuse pour l’animal. Selon une enquête de l’émission de télévision Shirushiru Mishiru-san dē (jp) diffusée sur TV Asahi, ces formes viendraient des sons qu’émettrait la mère pour appeler ses renardeaux.
En langue aïnoue, le cri du renard est représenté par les onomatopées « paou »  ou « paou paou ».

### Relation avec les tanukis
Autres caractéristiques du renard dans la culture japonaise par rapport aux autres pays asiatique, est la relation qu’il entretien avec le tanuki (狸 ; タヌキ, « chien viverrin » (Nyctereutes)), un autre genre de petit canidé présente en Asie, mais en particulier au Japon. 
Les deux animaux sont de parfait antagonistes et tout deux sont dotés de facultés de métamorphoses et d’illusions, qu’ils utilisent pour tromper les humains. L’on parle alors de kori (狐狸) pour parler des renards et des tanukis, notamment dans un contexte surnaturel, en référence au fait que cette terminologie était utilisée en Chine pour désigner l’esprit-renard 狐狸精, hulijing. Ce faisant, le terme a également pris le sens de « personne rusée et perfide ». 
De par leur aspect pataud et leur personnalité insouciante, les tanukis sont souvent considérés comme moins puissants que les renards,, cependant, un dicton populaire dit : « le renard a sept déguisements, le tanuki en a huit » (狐七化け、狸八化け, kitsune nanabake, tanuki hachibake). Le tanuki serait, à ce titre, supérieur au renard dans l’art du déguisement. 
Les histoires de confrontations entre renards et tanukis sont très nombreuses, cependant, le renard fini souvent perdant : un récit populaire de l’île de Sado, raconte qu’un certain tanuki du nom de Danzaburō, parvint à vaincre un renard, en lui faisant croire qu’il était capable de se transformer en procession de daimyô. Cependant, le renard, trop vaniteux, ne remarqua pas que cela était un leurre et qu’une véritable procession de daimyô passait par là, finissant tué par un des membres du groupe. Le folklore local de Shikoku, désignée sous le nom de « pays des tanukis » (狸の国, tanuki no kuni), raconte que les renards auraient été boutés de l’île.  
Dans la culture populaire contemporaine, la plupart des éléments culturels existant chez le renard existent également chez le tanuki et inversement. Pour le Kitsune-udon, existe le tanuki-udon, pour le kitsune-gao, existe le tanuki-gao etc… Les deux canidés incarne une perception différente de la réalité et une vision opposée du monde.

## Dans la culture populaire contemporaine
La figure du renard en tant qu'être magique et divin est un élément extrêmement récurrent dans la culture populaire japonaise, par l'intermédiaire des mangas, des dessins animés et des jeux vidéos notamment. L'animal est d'autant apprécié qu'il est massivement repris à l'international. Très présent dans le domaine du tourisme et de l’audiovisuel, il constitue un élément important dans la popularisation de la culture japonaise à l'échelle mondiale, par l'intermédiaire de la Cool Japan. Le terme kitsune est d'ailleurs entré dans le langage courent pour désigner un esprit-renard ou toute autres créatures apparentées.

### Jeux vidéo
- Le jeu-vidéo, devenue franchise cross-média Pokémon introduit un grand nombre de créatures qui pourraient être inspirés de la figure du renard au Japon, mais la créature la plus associée spécifiquement au bake-kitsune est le pokémon Zoroark, un monstre capable de métamorphose, d'illusion et d'apparitions fantomatiques et pyrotechniques.
- L'extension Samouraï Empire du MMORPG Ultima Online introduit plusieurs nouvelles créatures, dont les kitsune.
- Dans le jeu en ligne Dofus, le donjon Kitsoune est peuplé de créatures semblables à des kitsune, de couleurs différentes selon leur élément : feu, air, eau ou terre.
- Dans le jeu de rôle Shadowrun sur SNES, un des personnages est une femme chamane nommée Kitsune et ayant le pouvoir de se transformer en renard.
- Dans Phoenix Wright Ace attorney: Dual Destinies, le kitsune est au centre de la deuxième affaire du jeu.
- Dans Muramasa: The Demon Blade, Kongiku et Yuzuruha sont des femmes-renardes servant le dieu Inari.
- Dans Super Mario 3D Land et Super Mario 3D World, Luigi peut se transformer en kitsune, ce qui lui donne la possibilité de planer ou d'attaquer avec sa queue et se changer en statue (excepté dans Super Mario 3D World).
- Dans Yo-kai Watch, une kitsune nommée Kyubi est présente.
- Dans Aura Kingdom, on peut obtenir l'eidolon Kitsune, d'apparence une belle jeune femme en kimono, qui combat aux côtés du personnage. Cependant, elle est dépourvue de queue (du moins de façon visible) et ses oreilles ont l'air d'être sur un serre-tête futuriste.
- Dans Fire Emblem Fates, Kaden et Selkie possèdent la classe Kitsune qui leur permet de se transformer en renard[112].
- Dans Genshin Impact d'HoYoverse, on retrouve une kitsune du nom de Yae Miko qui est la prêtresse divine du sanctuaire de Narukami.
- Dans Overwatch 2, l'un des personnages, Kiriko, est un héros de soutien qui possède un esprit kitsune.

### Littérature
- Dans le troisième, le quatrième et le cinquième livre de la série littéraire Le Journal d'un vampire, deux kitsune nommés Shinichi et Misao peuvent prendre forme humaine et pousser les gens à des actes horrifiants et inhumains. Ils se nourrissent des souvenirs des personnes et leur énergie vitale est contenue dans une sphère sous la forme d'un fluide. Ils ont le pouvoir de contrôler les plantes et contrôlent les personnes grâce à des malachs. D'après L.J. Smith, il existe deux façons de tuer un kitsune : le tuer grâce à des balles bénites ou détruire sa sphère magique. Enfin, si un kitsune admet avoir des remords, il meurt sur le champ.
- Dans les livres de la série Cygne Noir, de Richelle Mead, Kiyo un des alliés de l’héroïne est un « changeforme » kitsune.
- Dans la série de light novels, Kanokon, Chizuru est un esprit renard à une queue, et on découvre que Kouta peut se transformer en esprit renard à cinq queues.
- Dans la bande dessinée Les Monstres de Mayuko de Marie Caillou, on retrouve un kitsune dans le cauchemar de Mayuko.

### Manga etanime
- Dans le manga Nana, l'héroïne soupçonne deux personnages plus âgés (membres du personnel de sa maison de disques) d'être en réalité un renard (kitsune) et un tanuki transformés.
- Dans l’anime Pompoko, le peuple des Kitsune apparaît comme s'étant adapté au monde des humains avant les tanuki et partageant avec eux Le Grand Art (nom donné à leur don de polymorphie).
- Dans le manga et l’anime Yū Yū Hakusho de Togashi Yoshihiro, le personnage de Kurama est la réincarnation d'un démon renard.
- Dans le manga Love Hina, l'une des personnages principales, Mitsune Konno, est surnommée « Kitsune » par les autres filles de la pension, car elle est considérée comme très rusée, d'où la forme de ses yeux, toujours presque fermés et fins.
- Dans le manga Usagi Yojimbo, Kitsune est l'un des nombreux protagonistes ; une femme renard très vaillante, combative et rusée qui croise la route du héros lapin aux longues oreilles Usagi.
- Dans le manga InuYasha, un des personnages, Shippo, est un jeune kitsune à une queue. Il peut changer de forme, créer des illusions, mais ses pouvoirs sont assez limités.
- Dans l’anime et manga Divine Nanami, Tomoe, le familier de Nanami, divinité de la terre, est un kitsune de forme humaine doté d'oreilles et d'une seule queue.
- Dans le manga et anime Blue Exorcist, la jeune Izumo Kamiki peut manipuler deux kitsune, Uke et Mike, associés à Inari. De plus, sa mère a été tuée par un kitsune.
- Dans l’anime Inari, Konkon, Koi Iroha (en), les messagers de la déesse Uka sont des renards.
- Dans le manga XxxHOLiC, le héros Kimihiro Watanuki (en) entre en possession de Mugetsu, un « renard en tube » (petite créature ressemblant à un croisement entre un serpent et un renard) qui prend la forme d'un kitsune à neuf queues lorsqu'il est exposé au danger.

### Autres médiums
- Dans le cycle Kamigawa du jeu de cartes Magic, le peuple des kitsune apparaît.
- Le renard est un élément omniprésent dans l'univers du groupe de metal japonais BABYMETAL[113], les trois chanteuses y étant les envoyées du dieu du metal ou « fox god ». Il est également au cœur de leur chanson Megitsune.